# Comitè Olímpic Letó
El Comitè Olímpic Letó (letó: Latvijas Olimpiskā Komiteja o LOK) és un organització sense ànim de lucre que és el Comitè Olímpic Nacional de Letònia, creada el 1922 i reconeguda per Comitè Olímpic Internacional el 1923, amb seu a Riga.

## Història
El Comitè va ser creat el 23 d'abril de 1922. En 1923 va rebre una notificació per part del Comitè Olímpic Internacional que Letònia podia participar en els següents Jocs Olímpics. Després de l'ocupació de Letònia per la Unió Soviètica el 1940, es va suspendre la seva activitat. Des de llavors, els letons van competir com a part de delegació de l'URSS.
El comitè va ser renovat el 17 de setembre de 1988, i va ser reconegut pel COI de nou el 1991.

## Llista dels Presidents del LOK
- 1922-1933 Jānis Dikmanis
- 1933-1934 Roberts Plūme
- 1934-1938 Marģers Skujenieks
- 1938-1940 Alfreds Bērziņš
- 1940-1988 comitè suspès després de l'ocupació soviètica
- 1988-2004 Vilnis Baltiņš
- 2004-present Aldons Vrubļevskis